# Ślesin (gemeente)
De gemeente Ślesin is een stad- en landgemeente in woiwodschap Groot-Polen, in powiat Koniński.
De zetel van de gemeente is in Ślesin.
Op 30 juni 2004 telde de gemeente 13 342 inwoners.

## Oppervlakte gegevens
In 2002 bedroeg de totale oppervlakte van gemeente Ślesin 145,69 km², waarvan:
- agrarisch gebied: 59%
- bossen: 21%

De gemeente beslaat 9,23% van de totale oppervlakte van de powiat.

## Demografie
Stand op 30 juni 2004:
| Omschrijving                   | Totaal | Totaal | Vrouwen | Vrouwen | Mannen | Mannen |
| ------------------------------ | ------ | ------ | ------- | ------- | ------ | ------ |
| eenheid                        | aantal | %      | aantal  | %       | aantal | %      |
| inwoners                       | 13 342 | 100    | 6770    | 50,7    | 6572   | 49,3   |
| bevolkingsdichtheid (inw./km²) | 91,6   | 91,6   | 46,5    | 46,5    | 45,1   | 45,1   |

In 2002 bedroeg het gemiddelde inkomen per inwoner 1993,01 zł.

## Administratieve plaatsen (sołectwo)
Biskupie, Bylew, Głębockie, Goranin, Honoratka, Ignacewo, Julia, Kępa, Kijowiec, Kolebki, Leśnictwo, Licheń Stary, Lubomyśle, Marianowo, Mikorzyn, Niedźwiady, Ostrowąż, Piotrkówice, Pogoń Gosławicka, Półwiosek Lubstowski, Półwiosek Stary, Różnowa, Szyszyn, Szyszyńskie Holendry, Wąsosze, Wygoda.

## Overige plaatsen
Biele, Biskupie Sarnowskie, Bylew-Parcele, Dąbrowa Duża, Dąbrowa Mała, Florentynowo, Głębockie Drugie, Głębockie-Witalisów, Goraninek, Holendry Wąsowskie, Honoratka-Władysławów, Kijowiec-Szyszynek, Kijowiec-Ściany, Kijowskie Nowiny, Kolebki-Frąsin, Kolebki-Ługi, Konstantynowo, Konstantynówek, Lizawy, Niedźwiady Małe, Ostrowąż-Giętkowo, Ostrowąż-Kolonia, Ostrowy, Pogoń-Leśniczówka, Pogoń Lubstowska, Pogorzele, Półwiosek Nowy, Rębowo, Różopole, Sarnowa, Sarnowa-Kolonia, Smolniki Polskie, Smolniki, Stanisławowo, Szyszyn-Helenowo, Szyszyn-Pole, Szyszyn-Teodorowo, Szyszynek, Tokary, Wierzelin, Żółwiniec.

## Aangrenzende gemeenten
Kazimierz Biskupi, Kleczew, Konin, Kramsk, Skulsk, Sompolno, Wierzbinek, Wilczyn